# サンタモニカ (お笑いコンビ)
サンタモニカは、吉本興業（東京本社）所属のお笑いコンビ。NSC東京校23期生。

## メンバー
マイム（1998年2月17日 - ）（27歳）
ツッコミ・ネタ作り担当、立ち位置は向かって右。
- 本名、田丸 舞武（たまる まいむ）。
- 身長168 cm、体重52 kg。血液型B型。
- 北海道札幌市出身。日本大学第二高等学校、日本大学芸術学部演劇学科卒業。
- 舞台衣装では、ダブルボタンの赤いセットアップスーツを着用している。
- 趣味は野球観戦（日本ハムファン）、麻雀、ラーメン屋めぐり。
- 特技は社交ダンス、ドラム。

ポール（1997年7月10日 - ）（28歳）
ボケ担当、立ち位置は向かって左。
- 本名および旧芸名、高橋 俊也（たかはし しゅんや）。
- 身長168 cm、体重78 kg。血液型O型。
- 北海道札幌市出身。立命館慶祥中学校・高等学校卒業。日本大学芸術学部放送学科中退。
- 舞台衣装では、青を基調としたマーブル柄のシャツと黒いパンツを着用している。
- 趣味は音楽鑑賞、一人で知らない街を徘徊すること、お酒を翌日気持ち悪くなるまで飲むこと。
- 特技はギター、三線。

## 来歴
2010年4月、中学の同級生として出会い交流を深める。中学2年時にマイムが東京に転校するも文通で交流が続き、同じ大学へ進学した。
2016年、コンビを正式に組みM-1グランプリ2016に出場。同大会にてナイスアマチュア賞を受賞。
2017年、大学2年時にNSC入学。東京校23期生となる。当時の様子はテレビ番組『母ちゃんに逢いたい!』（テレビ東京系列）にて取材、放送された。
2018年4月、プロとしてデビュー。2019年12月まで、ヨシモト∞ホールを中心に活動。
2020年1月、神保町よしもと漫才劇場のオープンに伴って同劇場の所属となる。
2021年5月、ネイチャーバーガーと入れ替わる形で泥水すすり隊に加入。2024年6月の解散まで在籍した。

## エピソード
- コンビ名は、映画『ジャッジ!』に由来する[9]。作中に出てくる「サンタモニカ国際広告祭」の語感をマイムが気に入り、また、ポールが松本人志（ダウンタウン）に憧れていたこともあり「ダウンタウンのように『ン』の付くコンビ名が良いんじゃないか」と考え、現在のコンビ名に至った[9]。
- ポールの芸名の名付け親は事務所の先輩である屋敷裕政（ニューヨーク）。2021年5月に行われた単独ライブ「最高なボーイフレンド」にて改名を発表。改名するまでの経緯は同ライブの幕間映像として流され、後にYouTubeチャンネルでも公開された[14][15][16][17]。

## 芸風
主に漫才。『キングオブコント』に出場するなど、コントを行う場合もある。
漫才のスタイルはコント漫才であり、ポールが「たかこちゃん」という名前の女性を演じ、男性役のマイムとデートに出掛けるなどの設定で進むことが多い。
ポールのボケに対し、マイムが駄洒落や言葉遊びを用いたワードでツッコミや合いの手を入れる。時にマイムの発言に合わせ、ポールがOの字に開いた口を右手で叩き（口鼓）、ポンッと小気味良い音を鳴らすこともある。この流れを端的にまとめたショート動画をTikTok等で公開している。
ネタによっては社交ダンス経験者のマイムの俊敏な動きと、アメリカンフットボール部出身のポールの体幹を活かした動作が取り入れられることもある。
NSC入学前はスーツを着て正統派のしゃべくり漫才を志していたが、同期の令和ロマンなどに敵わないと感じて現在の芸風を作り上げた。
2021年6月に出演した『賞金奪い合いネタバトル ソウドリ〜SOUDORI〜』（TBSテレビ）では、「記憶より1回の爆笑! 面白いだけで何も残らないネタバトル」という括りでトム・ブラウン、怪奇!YesどんぐりRPGと対決をした。
人気番組の前説を多く担当している。

## 出囃子
- サカナクション「モス」（テレビドラマ『ルパンの娘』主題歌）[24]

## 賞レース等での成績

### M-1グランプリ
| 年度             | 結果      | エントリー No. | 会場                   | 日程     | 備考                   |
| ---------------- | --------- | -------------- | ---------------------- | -------- | ---------------------- |
| 2016年（第12回） | 2回戦進出 | 2362           | 雷5656会館ときわホール | 10月14日 | ナイスアマチュア賞受賞 |
| 2017年（第13回） | 2回戦進出 | 759            | 雷5656会館ときわホール | 10月7日  |                        |
| 2018年（第14回） | 2回戦進出 | 1569           | 雷5656会館ときわホール | 10月8日  |                        |
| 2019年（第15回） | 2回戦進出 | 788            | 雷5656会館ときわホール | 10月18日 |                        |
| 2020年（第16回） | 2回戦進出 | 1212           | よしもと有楽町シアター | 11月5日  |                        |
| 2021年（第17回） | 2回戦進出 | 902            | 雷5656会館ときわホール | 10月14日 |                        |
| 2022年（第18回） | 3回戦進出 | 702            | よしもと有楽町シアター | 10月31日 |                        |
| 2023年（第19回） | 2回戦進出 | 1379           | 雷5656会館ときわホール | 10月23日 |                        |
| 2024年（第20回） | 2回戦進出 | 1740           | 雷5656会館ときわホール | 10月20日 |                        |
| 2025年（第21回） |           | 2684           |                        |          |                        |

### キングオブコント
- 2018年 キングオブコント2018 - 1回戦敗退[26]
- 2021年 キングオブコント2021 - 1回戦敗退[27]
- 2022年 キングオブコント2022 - 1回戦敗退[28]

### その他
- 2022年 第七回上方漫才協会大賞 - 大賞ノミネート[29][30]
- 2022年 R-1グランプリ2022 - 準々決勝進出（マイム）[31]

## 出演

### レギュラー出演
ラジオ
- サンタモニカのラジモニ!!!（stand.fm、2021年10月11日 - ） - 2021年9月までYouTubeで行っていたラジオの再始動版（#過去の出演番組にて後述）
- サンタモニカのポールナイトニッポン（stand.fm、2021年10月25日 - ） - ポールのみ

### 準レギュラー
テレビ
- EXITV 〜FODの新作・名作をPon!Pon!見せまくり!!〜（フジテレビ、2021年7月30日〈29日深夜〉 - ） - 7月30日に初出演、以降準レギュラーとして出演
- 深夜のハチミツ（フジテレビ、2023年4月10日〈9日深夜〉 - 5月1日〈4月29日深夜〉） - 4月、8月の「つぼみ芸人」として出演

### 過去の出演番組
ラジオ
- サンタモニカのラジモニ!!!（YouTube、2021年2月22日 - 9月27日） - 2021年10月よりstand.fmにて再始動（#レギュラー出演にて前述）
- 秋場信人×TEAM BANANA×泥水すすり隊の「美らバナナすすり隊」（FM那覇、2021年8月11日 - 2022年3月30日）

テレビ
- オールナイトフジコ（フジテレビ、2023年11月11日、12月2日、12月16日、2024年1月13日）

## ライブ

### 単独ライブ
- 2020年8月3日 - 風は西海岸から（ヨシモト∞ホール）
- 2021年5月28日 - 最高なボーイフレンド（神保町よしもと漫才劇場）
- 2022年4月19日 - 大迷惑な恋心（神保町よしもと漫才劇場）
- 2023年8月26日 - POP START（神保町よしもと漫才劇場）
- 2025年3月23日 - 来いよアメリカ（神保町よしもと漫才劇場）

### 主催ライブ
- モニカTV（ヨシモト∞ドームII、2019年8月14日）
- 新宝島（神保町よしもと漫才劇場、2021年7月6日 - 2022年11月6日、2023年11月24日 - ）[注 3]